# New Wave 2011

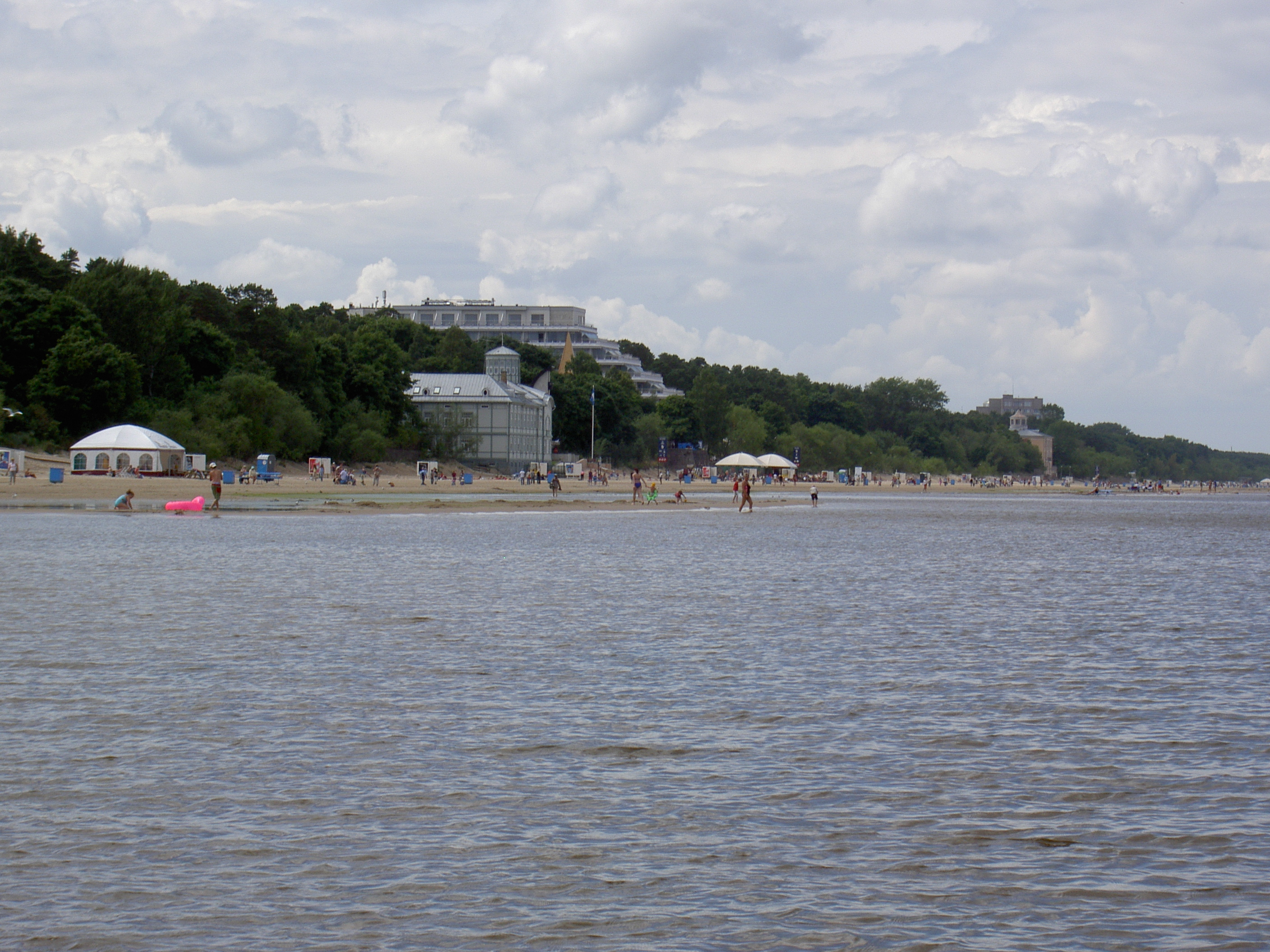
Tävlingen arrangeras i den lettiska kuststaden Jūrmala.

New Wave 2011 arrangerades i den lettiska staden Jūrmala från den 26 till den 31 juli. 2011 års upplaga blev den nionde av musiktävlingen New Wave. För första gången vann USA, med sångaren Jayden Felder.
Musiktävlingen är mycket populär i Östeuropa, och de flesta forna sovjetstaterna deltar i tävlingen. Även flera västeuropeiska länder har deltagit i tävlingen och bland annat har Sverige visat intresse för att delta i tävlingen.
I årets upplaga debuterade två nationer, Togo och Litauen. Samtidigt återkom fyra länder som inte deltog i 2010 års upplaga, Kirgizistan, USA, Polen och Uzbekistan.

## Jury

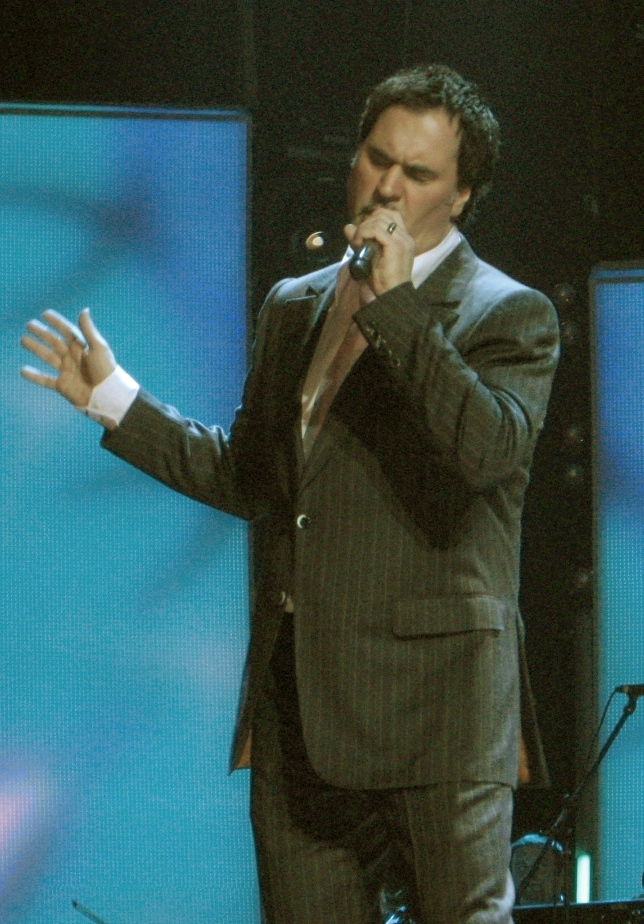
Sångaren Valeri Meladze var en av juryns medlemmar.

### Ordföranden
- Igor Krutoj
- Raimonds Pauls

### Jurymedlemmar
- Leonid Agutin
- Jurij Antonov
- Valerija
- Laima Vaikule
- Valeri Meladze
- Konstantin Meladze
- Igor Nikolajev
- Maksim Fadejev
- Filipp Kirkorov

## Deltagare
| Artist (-er)                      | Nation      |
| --------------------------------- | ----------- |
| Duett "Bisjkek"                   | Kirgizistan |
| A-Lau                             | Kazakstan   |
| LieneCandy                        | Lettland    |
| Koop Arponen feat. Flute of Shame | Finland     |
| N.A.O.M.I                         | Ryssland    |
| Andrej Grizz-Lee                  | Ryssland    |
| Jayden Felder                     | USA         |
| Jenna Akua                        | Togo        |
| Donny Montell                     | Litauen     |
| Masja Sobko                       | Ukraina     |
| Monika Visjnevska & Michel Bober  | Polen       |
| Roger Ricco                       | Brasilien   |
| Erik Karapetjan                   | Armenien    |
| Juzari                            | Belarus     |
| The Kolja Serga                   | Ukraina     |
| Duett "Twins"                     | Uzbekistan  |

## Tävling

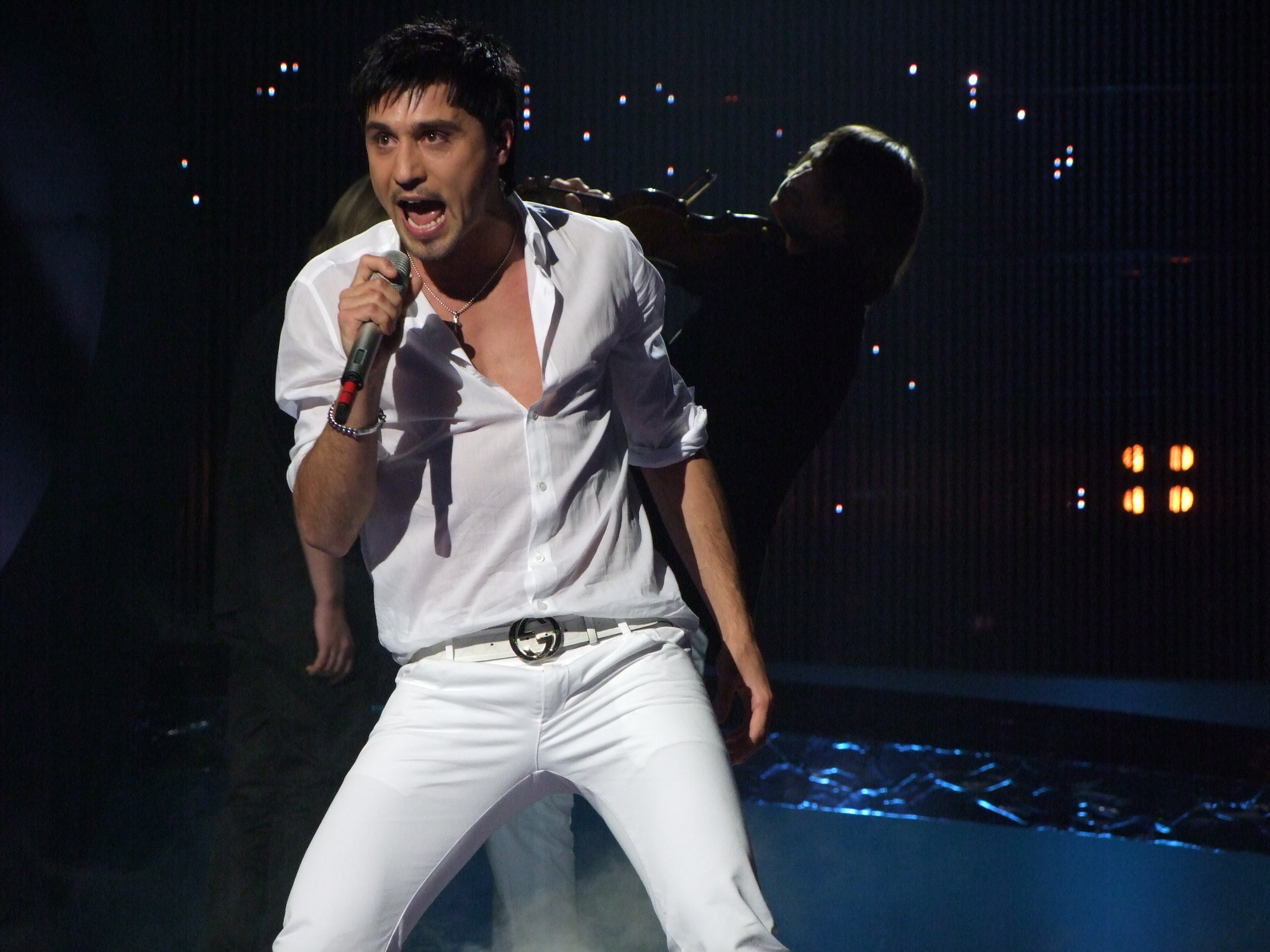
Dima Bilan framförde Stinglåten "Shape of my Heart".

### Dag 1 (27 juli2011)

#### Programledare
- Vira Brezjneva, Volodymyr Zelenskyj, Julija Kovaltjuk och Timur Rodrigez

#### Gästartister
- Serebro - Tik Tok (Kesha cover);
- Sergej Lazarev - Take on Me (A-ha cover);
- Anzjalika Ahurbasj - Sway (Dean Martin cover);
- Dominik Dzjoker - You (Ten Sharp cover);
- Anastasija Petrik - Oh! Darling (The Beatles cover);
- Ani Lorak - Why (Annie Lennox cover);
- Valeri Meladze - Kalimba de luna (Tony Esposito cover);
- Viktorija Krutaja - Addicted to Love (Serge Devant ft. Hadley[vem?] cover);
- Dima Bilan - Shape of my Heart (Sting cover);
- Alsou - Hero (Mariah Carey cover);
- Timur Rodrigez - I Belong to You (Lenny Kravitz cover);
- Larisa Dolina - Private Dancer (Tina Turner cover);
- Valerij Leontjev - Tu vuo fa l' americano (Renato Carosone & Yolanda Be Cool cover);
- BabyFace - When Can I See You Again.

### Dag 2 (28 juli2011)

#### Programledare
- Gennadij Chazanov

#### Gästartister
- Konstantin Meladze & Valeri Meladze;
- Leonid Agutin & Jukebox - Tajna (av Leonid Uttjosov);
- Laima Vaikule - Rimskie kanikuly (från filmen Prinsessa på vift);
- Grigorij Leps - Besenneje tango (av Vadim Kozin);
- Valerija - Ruki (av Vasilij Lebedev-Kumatj);
- Igor Krutoj - Ach, eti tjernyje glaza (av Oskars Stroks);
- Filipp Kirkorov - Tango (på italienska);
- Jurij Antonov - Ne govorite mne protsaj;
- Slivki obtsestva - Serdtse (av Isaak Dunajevskij).

### Dag 3 (30 juli2011)

#### Programledare
- Maksim Galkin

#### Gästartister
- Irina Dubtsova, Anastasija Kotjetkova, Makpal & Timati - Maestro
- Valerija - Daj bog
- Vladimir Presnjakov - Pesnja o druzjbe
- Laima Vaikule - Gde vsio bolit
- Valeri Meladze - Slutjajnoje znakomstvo
- Irina Dubtsova - Ja ljublju tebja
- Intars Busulis - Zjensjtjina moja
- Anzjelika Barum - Sjepot nezjnyj

### Resultat
| Nation      | Artist                   | Låt dag 1 / 2 / 3                                                        | Dag 1 | Dag 2 | Dag 3 | Poäng | Plats |
| ----------- | ------------------------ | ------------------------------------------------------------------------ | ----- | ----- | ----- | ----- | ----- |
| Ryssland    | Andrej Grizz-Lee         | "Beggin'" / "Poleteli" / "Eta muzyka"                                    | 114   | 114   | 107   | 335   | 5-6   |
| Togo        | Jenna Akua Hoff          | "Free Your Mind" / "Respect" / "Rain Beats Down"                         | 118   | 112   | 103   | 333   | 7     |
| Litauen     | Donny Montell            | "Too Much Love Will Kill You" / "Running Fast" / "Listen to Your Heart"  | 99    | 119   | 99    | 317   | 12    |
| Polen       | Monika & Michel          | "Piu Che Puoi" / "Poki na to czas" / "Forever"                           | 102   | 100   | 92    | 294   | 16    |
| Brasilien   | Roger Ricco              | "Right Here Waiting" / "Corazon Espinado" / "Como e grande meu amor"     | 100   | 101   | 94    | 295   | 15    |
| Lettland    | Candy                    | "Circle of Life" / "Put k svetu" / "Can't Get Enough"                    | 118   | 111   | 99    | 328   | 8     |
| Armenien    | Erik Karapetjan          | "All In Love Is Fair" / "Tvoi sledy" / "Linem Kami"                      | 108   | 119   | 108   | 335   | 5-6   |
| Belarus     | Juzari                   | "I Wish" / "Lapti" / "Tjto mezjdu nami"                                  | 109   | 111   | 98    | 318   | 11    |
| Ryssland    | «Н.А.О.М.И.» (N.A.O.M.I) | "Déjà vu" / "Solominka" / "Govorilo leto"                                | 116   | 115   | 108   | 339   | 3     |
| Ukraina     | The Kolja Serga          | "Seven Nation Army" / "Popytka № 5 / "Ballada o novoj volne"             | 105   | 109   | 108   | 322   | 10    |
| Ukraina     | Masja Sobko              | "Please, Don't Make Me Love You" / "Mamo" / "Ja tebja ljublju"           | 119   | 115   | 106   | 340   | 2     |
| Finland     | Flute of Shame           | "I Saw Her Standing There" / "Every Song I Hear" / "Pictures On My Wall" | 103   | 114   | 110   | 327   | 9     |
| Uzbekistan  | Duett «Twins»            | "Salma ya Salama" / "Poslednjaja poema" / "Armonim"                      | 99    | 104   | 94    | 297   | 13    |
| USA         | Jayden Felder            | "Georgia" / "Long Train Runnin'" / "I Believe"                           | 120   | 117   | 104   | 341   | 1     |
| Kirgizistan | Duett «Bisjkek»          | "I Swear" / "Tut i tam" / "Tjvstva moi"                                  | 116   | 112   | 109   | 337   | 4     |
| Kazakstan   | Duett «A-Lau»            | "Move" / "Ty berezjesj svoj paj" / "Arigato"                             | 100   | 102   | 94    | 296   | 14    |

### Förklaring
- 1:a plats
- 2:a plats
- 3:e plats
- Guldstjärna (tilldelad av Alla Pugatjova)
- Publikens pris
- Specialpris för unga sångare